# کهنه‌سرباز (فیلم ۲۰۰۶)
کهنه سرباز (به انگلیسی: The Veteran) یک تله‌فیلم آمریکایی جنگی به کارگردانی سیدنی جی. فیوری محصول سال ۲۰۰۶ با بازی الی شیدی، بابی هوسیا، مایکل ایرون ساید، کاسپر ون دین، کالین گلایزر، شان بائک، جیم کدرینگتون و دونالد بوردا است. این فیلم ادامه تحت آتش سنگین می‌باشد.
این فیلم سومین فیلم از سه‌گانه جنگ ویتنام سیدنی جی فوری به همراه فیلم پسران در کمپانی سی ۱۹۷۱ و تحت آتش سنگین ۲۰۰۱ است که شبیه الیور استون و سه‌گانه وی در جنگ ویتنام از جوخه ۱۹۸۶،  متولد چهارم ژوئیه ۱۹۸۹ و  بهشت و زمین ۱۹۹۳ است.